# 內田理央
內田理央（日语：／ Uchida Rio，1991年9月27日—）是一位日本的女演員、模特兒，東京都八王子市出生。2010年參加NTV女郎選拔出道，日本大學法學部經營法學科畢業；LesPros娛樂所屬。曾拍攝《假面騎士Drive》，但真正嶄露頭角是在2016年《月薪嬌妻》裡飾演對感情超主動的女子五十嵐安奈。

## 演出作品

### 電視劇
- 《飛翔公關室》 第4話（2013年5月5日，TBS電視台）- 飾 聯誼的女性
- 《假面騎士Drive》（2014年10月5日－2015年9月27日，朝日電視台）- 飾 詩島霧子
- 《掟上今日子的備忘錄》（2015年10月10日－12月12日，日本電視台）- 飾 幕間復
- 《尼采老師》（2016年1月23日－3月26日，日本電視台） - 飾 立崎萌
- 《請和這個沒用的我談戀愛》第3話－第5話（2016年1月26日－2月9日，TBS電視台）- 飾 江藤瞳
- 《臨床犯罪學者 火村英生的推理》 第4話（2016年2月7日，日本電視台）-飾 鷺尾優子
- 《俠飯》（2016年7月15日－9月24日，東京電視台） -飾 結城春菜
- 《月薪嬌妻》 第9-最終話（2016年12月6日－12月20日，TBS電視台）- 飾 五十嵐杏奈
- 《大貧乏（日语：大貧乏）》（2017年1月8日－3月12日，富士電視台）- 飾 櫻澤萬理江
- 《北風與太陽的法庭》 SP（2017年3月17日，日本電視台）- 飾 大村真由子
- 《朋友遊戲》（2017年4月6日－4月27日，tvk電視台（日语：テレビ神奈川））飾 沢良宜志法
- 《愛情敗犬向前衝》（2017年4月6日－6月22日，日本電視台）- 飾 櫻井理佳子
- 《將棋飯（日语：将棋めし）》（2017年8月3日－9月28日，富士電視台）- 飾 峠なゆた，初次主演
- 《ぼくは愛を証明しようと思う。》（2017年12月28日，朝日電視台）- 飾 宮田理紗
- 《海月姬》（2018年1月15日－3月19日，富士電視台）- 飾 瑪雅雅
- 《大叔的愛》（2018年4月21日－6月2日，朝日電視台）- 飾 荒井千鶴
  - 《大叔的愛－Returns－》（2024年1月5日－，朝日電視台） - 飾 荒井千鶴
- 《毛骨悚然撞鬼經驗 夏季特別篇2018（日语：ほんとにあった怖い話#2018年）》（2018年8月18日，富士電視台）- 飾 井口真梨惠
- 《被盜的臉（日语：盗まれた顔#テレビドラマ）》（2019年1月5日－2月2日，WOWOW）- 飾 安藤香苗
- 《Designer 澀井直人的休假（日语：デザイナー_渋井直人の休日#テレビドラマ）》第5話（2019年2月14日，東京電視台）- 飾 miyukibeef
- 《有趣南極料理人（日语：面白南極料理人）》第11話（2019年3月24日，BS東視）- 飾 コウテイ
- 《對面的爆紅家族（日语：向かいのバズる家族）》（2019年4月4日－6月6日，日本電視台）- 飾 篝光，主演
- 《來世要好好地做》（2020年1月9日－3月26日，東京電視台）- 飾 大森桃江，主演[1]
  - 《來世要好好地做2》（2021年8月12日－9月30日，東京電視台）- 飾 大森桃江，主演
  - 《來世要好好地做3》（2023年1月5日－3月23日，東京電視台）- 飾 大森桃江，主演
- 《はぐれ刑事三世（日语：はぐれ刑事三世）》（2020年10月15日，朝日電視台）- 飾 仁城華子[2]
- 《明治開化 新十郎偵探帖》（2020年12月11日－2021年2月5日，NHK BS Premium）- 飾 加納梨江[3]
- （2021年1月1日，東海電視台）- 飾 池澤真理，主演
- 《戀愛漫畫家》（2021年4月8日－6月17日，富士電視台）- 飾 秋山美波
- 《浪漫暴風圈》（2022年7月5日－8月2日，MBS、TBS）- 飾 芝內理加
- 《自行車店的高橋君》（2022年11月4日－12月23日，東京電視台）- 飾 飯野朋子
- 《黃昏下牽起手》（2023年1月17日－3月21日，TBS）- 飾 Ariel
- 《風間公親－教場0－》 第1話（2023年4月10日，富士電視台）- 飾 日中弓
- 《將冒險裝進口袋》（2023年10月20日－12月22日，東京電視台）- 飾 工藤美登里[4]
- 《DOUBLE CHEAT》 - 飾 宮部ひかり
  - Season1（2024年4月26日－6月14日，東京電視台）
  - Season2（2024年6月29日－8月17日，WOWOW）
- 《嘲笑的淑女》（2024年7月27日－9月21日，東海電視台・富士電視台） - 飾 蒲生美智留，主演
- 《問題物件》（2025年1月15日－3月26日，富士電視台） - 飾 若宮惠美子
- 《天久鷹央的推理病歷簿》 第7話（2025年6月3日，朝日電視台） - 飾 御子神鮎奈

### 電影
- 《假面騎士×假面騎士 Drive & 鎧武 MOVIE大戰 Full Throttle》（2014年12月13日，東映） - 飾 詩島霧子
- 《超級英雄大戰GP 假面騎士3號》（2015年3月21日，東映） - 飾 詩島霧子
- 《劇場版 假面騎士Drive SURPRISE FUTURE》（2015年8月8日，東映）- 飾 詩島霧子
- 《MR . MAXMAN（日语：Mr.マックスマン）》 （2015年10月17日，KATSU-do）飾 五十嵐梨奈
- 《假面騎士×假面騎士 Ghost & Drive 超MOVIE大戰 Genesis》（2015年12月12日，東映）- 飾 詩島霧子
- 《電鋸少女血肉之華（日语：血まみれスケバン・チェーンソー）》（2016年3月5日，VAP） - 飾 鋸村義衣子，主演
- 《Bros. Max Man（日语：Bros.マックスマン）》 （2017年1月7日，KATSU-do）飾 五十嵐梨奈
- 《朋友遊戲》（2017年6月3日，キャンター）飾 澤良宜志法
- 《朋友遊戲 劇場版FINAL》（2017年9月2日，キャンター）飾 澤良宜志法
- 《報復〜かえし〜》（2017年10月18日，コンセプトフィルム）
- 《N.Y.MAXMAN》（2018年2月17日，KATSU-do）飾 五十嵐梨奈
- 《生存的街道》（2018年3月3日，ARK娛樂）飾 野田知美
- 《名字》（2018年6月30日，アルゴ・ピクチャーズ（日语：アルゴ・ピクチャーズ））飾 高野結衣
- 《那個女孩的俘虜（日语：あのコの、トリコ。）》（2018年10月5日，Showgate（日语：博報堂DYミュージック&ピクチャーズ））飾 山田華
- 《這裡好無趣來帶我走（日语：ここは退屈迎えに来て#映画）》（2018年10月19日，角川集團）飾 森繁あかね
- 《大叔之愛電影版》（2019年8月23日，東寶）飾 荒井千珠
- 《暗黑醫院（日语：仮面病棟#映画）》（2020年3月6日，華納兄弟）飾 佐佐木香
- 《像糞的電影》（2020年7月3日，吉本興業）主演
- 《太陽將落而遲遲不落》（2021年5月12日，東京劇場）
- 《Rika：自稱28歳的純愛怪獸》（2021年6月12日）飾：青木孝子

### 綜藝節目
- 《バカリズムの30分ワンカット紀行（日语：バカリズムの30分ワンカット紀行）》（2017年4月3日－2018年3月、BSJ）
- 《決戦は金曜日！（日语：決戦は金曜日！）》（2017年7月11日－12月26日、富士電視台）
- 《像夢一樣墜入愛河的女人》（2021年2月27日－3月6日、日本電視台）-主持

### 節目嘉賓
- 《神之舌》新春特別節目 （2018年1月1日、東京電視台）

### 舞台劇
- 《チョップ、ギロチン、垂直落下》(2017年10月17日－23日、大阪公演；2017年11月6日－19日、東京公演)

### CM
- 明治安田生命「医療費リンクシリーズ うさりんレスラー」篇 「レフェリー」篇（2013年6月 - 9月）
- 萬代「仮面ライダーチョコビスケットボール」（2015年）
- 【Coke ON(コーク オン)】新サービス"Coke ON"開始!! Coca-Cola（2016年4月6日）
- 手機遊戲「DUNGEON STRIKER G」（2016年12月-2017年）
- JKA（日语：JKA）/全国競輪施行者協議会 「KEIRIN（日语：KEIRIN）」（2017年4月-）與奧黛麗共演
- 手機遊戲「ロードモバイル」（王國紀元）（2017年8月-）與宮川大輔、博多華丸（日语：博多華丸）、高橋茂雄（日语：高橋茂雄）、大島美幸（日语：大島美幸）共演
- JOYFIT（日语：ジョイフィット）（2017年9月-） - 親善大使
- 任天堂 「スーパー マリオパーティ」（超級馬力歐派對）（2018年9月-） -與田中圭、瑛士、葉山奨之（日语：葉山奨之）共演
- 株式会社アイム（日语：アイム (企業)） ライスフォース（RICE FORCE）「スキンケアの真価」篇（2018年9月-）
- ABC MART（日语：ABCマート） 「NEW BALANCE CUSH+」（2018年10月-）

### DVD寫真集
- 《內田理央寫真集　だーりおといっしゅうかん。》
- 《內田理央　だーりおといっしゅうかん。》
- 《FINAL FANTASY》

## 獎項
- 第22回日刊體育日劇大賞  助演女優賞（春季）
- 第22回日刊體育日劇大賞  助演女優賞（全年）

## 外部連結
- 内田理央 LesPros Entertainment
- 內田理央的X（前Twitter）
- 內田理央的Instagram帳戶